# Osmate
Osmate war eine Gemeinde (italienisch comune) in der Provinz Varese in der Region Lombardei.

## Geographie
Osmate liegt zwischen 259 und 471 m ü. M. etwa 13,5 Kilometer westsüdwestlich von Varese am Lago di Monate und bedeckt eine Fläche von 3,43 km². Die Nachbargemeinden sind Comabbio, Sesto Calende und Travedona-Monate.

## Geschichte
In der Antike verehrten die Einwohner von Osmate die heidnische Gottheit Oscio Mater, von der das Dorf auch seinen Namen hat. Mit der Bekehrung zum Christentum wurde auf den Ruinen des alten Tempels das erste Gotteshaus errichtet, in dem der Kaplan von Cadrezzate die Messe feierte. Bis zum Ende des 18. Jahrhunderts gehörte Osmate zum Lehnsgut des Markgrafen Litta Visconti Arese. Die Familie Besozzi regierte anstelle des Feudalherrn. 1796 führte der Einmarsch der napoleonischen Armeen zur Abschaffung aller Formen der Feudalherrschaft und zur Aufhebung des Klosters der Augustinerinnen von Sacro Monte di Varese. Die Nonnen fanden Zuflucht in der Pfarrei von Osmate, konnten aber nach der Rückkehr der österreichischen Truppen ihr Kloster zurückgewinnen. Von 1873 bis 1892 war Osmate Teil der Gemeinde Lentate Verbano. Im Jahr 1893 erhielt es den Gemeindesitz und die Namensänderung in Osmate-Lentate. Im Jahr 1929 wurde Lentate in die Gemeinde Sesto Calende eingegliedert, zu der es auch heute noch als Ortsteil gehört. Im Jahr 1970 wurde die Gemeinde offiziell in Osmate umbenannt.
Die Volksabstimmung vom 28. Oktober 2018 hat den Zusammenschluss mit der Nachbargemeinde Cadrezzate zur Gemeinde Cadrezzate con Osmate gebilligt. Die neue Gemeinde Cadrezzate con Osmate wurde am 15. Februar 2019 gegründet.

## Bevölkerung
| Bevölkerungsentwicklung | Bevölkerungsentwicklung | Bevölkerungsentwicklung | Bevölkerungsentwicklung | Bevölkerungsentwicklung | Bevölkerungsentwicklung | Bevölkerungsentwicklung | Bevölkerungsentwicklung | Bevölkerungsentwicklung | Bevölkerungsentwicklung | Bevölkerungsentwicklung | Bevölkerungsentwicklung | Bevölkerungsentwicklung | Bevölkerungsentwicklung | Bevölkerungsentwicklung | Bevölkerungsentwicklung |
| ----------------------- | ----------------------- | ----------------------- | ----------------------- | ----------------------- | ----------------------- | ----------------------- | ----------------------- | ----------------------- | ----------------------- | ----------------------- | ----------------------- | ----------------------- | ----------------------- | ----------------------- | ----------------------- |
| Jahr                    | 1751                    | 1805                    | 1861                    | 1871                    | 1881                    | 1901                    | 1921                    | 1951                    | 1971                    | 1991                    | 2001                    | 2011                    | 2017                    | 2018                    |                         |
| Einwohner               | 162                     | 194                     | *301                    | 328                     | 373                     | 420                     | 355                     | 321                     | 433                     | 426                     | 447                     | 772                     | 819                     | 817                     |                         |

- 1809 Fusion mit Comabbio
- 1841 Fusion mit Lentate Verbano

## Sehenswürdigkeiten
- Pfarrkirche Santi Cosma e Damiano, schon erwähnt im 13. Jahrhundert
- Villa Besozzi-Baroni (19. Jahrhundert). Die Villa ist ein Beispiel für ein bemerkenswertes Wohnhaus aus dem 19. Jahrhundert mit einem großen Park. Zusammen mit der den Heiligen Cosmas und Damian geweihten Kirche (die bereits im 13. Jahrhundert bezeugt ist, deren heutiges Aussehen jedoch auf einen Umbau im 20. Jahrhundert zurückzuführen ist) prägen sie den Ortskern
- Waschanlage[1]